# Выпуклые многогранники (книга)
«Выпуклые многогранники» — монография Александра Даниловича Александрова.
Оригинальное русское издание вышло в 1950 году; немецкий перевод в 1958 году.
Расширенное издание на английском языке с дополнительными материалами Виктора Абрамовича Залгаллера, Л. А. Шора и Юрия Александровича Волкова вышло в 2005 году.

## Содержание
Изначальное издание включает 11 глав.
Основное внимание в книге уделяется определению геометрических данных, которые однозначно определяют трёхмерный выпуклый многогранник, с точностью до некоторого класса геометрических преобразований, таких как конгруэнтность или подобие.
Рассматриваются как ограниченные многогранники (выпуклые оболочки конечных множеств) так и неограниченные (пересечения конечного числа полупространств).
В первой главе рассматриваются основные топологические свойства многогранников, включая их топологическую эквивалентность сферам, формулу Эйлера и лемму Коши.
В главах 3 и 4 доказывается теорема единственности Александрова, характеризующая геометрию поверхности многогранников как в метрические пространства гомеоморфные сфере и локально изометричное евклидовой плоскости[прояснить], за исключением конечного набора точек с суммарным углом {\displaystyle 2{\cdot }\pi } в каждой.
В главе 5 рассматриваются обобщения этой теоремы на случай дисков, и исследуются возникающие в результате изгибаемые многогранные поверхности.
Главы с 6 по 8 книги связаны с теоремой Минковского о том, что выпуклый многогранник однозначно определяется площадями и направлениями его граней, с новым доказательством, основанным на теореме об инвариантности области.
Глава 9 посвящена реконструкции трёхмерных многогранников, путем ограничения того, чтобы вершины многогранника лежали на лучах, проходящих через точку обзора.
Главы 10 и 11 относятся к теореме Коши о том, что многогранники с плоскими гранями образуют жесткие структуры, и описывающими различия между жесткостью и бесконечно малой жесткостью многогранников, разработанной Максом Дэном.
Английское издание включает дополнительные комментарии и библиографию, касающуюся задач, которые были решены после выхода оригинального издания 1950 года.
Оно также включает в главу с дополнительными материалами: переводы трёх статей Волкова и Шора, включая упрощенное доказательство теоремы Погорелова, обобщающее теорему единственности Александрова на выпуклые поверхности.